# Seznam slovenskih pravnikov
Seznam slovenskih pravnikov:

## A
- Niko(laj) Abrahamsberg (1947–)
- Filip Abram (1835–1903)
- Josip Abram (1832–1907)
- Josip Abram (1865–1952)
- Matej Accetto (1974–)
- Zdenka Adamič (1910–1997)
- Juro Adlešič (1884–1968)
- Josip Agneletto (1884–1960)
- Sara Ahlin Doljak (1974–)
- Matjaž Ambrož (1977–)
- Mihael Ambrož (1808–1864)
- Borut Ambrožič (1970–)
- Rudolf Andrejka (1880–1948)
- Vilko Androjna (1913–1984)
- Lidija Apohal Vučkovič (1954–)
- Pavel Apovnik (1935–)
- Metka Arah
- France Arhar (1948–)
- Andrej Auersperger Matić
- Matej Avbelj (1980–)
- (Viktor Avbelj)?

## B
- Janko Babnik (1861–1927)
- ?? Bajec - zvezni sodnik?
- Stojan Albert Bajič (1901–1974)
- Franc Bajlec (1902–1991)
- Vlado Balažic
- Vilko Baltič (1878–1959)
- Andrej Baraga
- Samo Bardutzky
- Lovro Baš (1849–1924)
- Fran Baša (1901–1972)
- Milan Baškovič (1929–2024)
- Tone Batagelj (1894–1974)
- Ljubo Bavcon (1924–2021)
- Aleš Bebler (1907–1981)
- Ivan Bele (1902–1983)
- Ivan Bele (1937–2019)
- Marjan Bele (1906–1944?)
- Nataša Belopavlovič (1949–)
- Ivo (Ivan) Benkovič (1875–1943)
- Jaromir Beran (1909–2002)
- Andrej Berden (1949–)
- Katarina Bergant
- Vesna Bergant Rakočević (1970–)
- Jože Bernik (1924–2011)
- Katarina Bervar Sternad
- Engelbert Besednjak (1884–1968)
- Nina Betetto
- Božidar Bežek (1866–1935)
- Rupert Bežek (1858–1903)
- (Adolf Bibič 1933–1996)
- (Aleksander Bilimovič 1876–1963)
- Josip Bitežnik (1891–1960)
- Mitja Bitežnik (1924–2008)
- Dušan Blaganje?
- Matej Blatnik
- Ivan Blažir (1820–1866)
- Lovro Bogataj (1889–1967)
- Maja Bogataj Jančič (1973–)
- Rado Bohinc (1949–)
- Joža Bohinjec (1880–1941)
- Jurij Bohinjec (Georg/Jurij Wohiniz) (~1618–1684)
- Borut Bohte (1932–2024)
- Jožica Boljte Brus (1953–)
- Jože Boncelj (1911–1986)
- Rado Bordon (1915–1992)
- Marko Bošnjak (1974–)
- Ana Božič Penko
- Anton Božič (1876–1933)
- Mirko Božič (1884–?)
- Erika Braniselj (?—2013)
- Borut Bratina (1957–)
- Marijan Brecelj (1910–1989)
- Franc Anton Breckerfeld (
- Janko Brejc (1869–1934)
- Mihael Brejc (1947–)
- Zdenka Brejc Perne (1908–1964)
- Stana Brezar (1916–1994)
- Barbara Brezigar (1953–)
- Jaka Brezigar
- Milko Brezigar (1886–1958)
- Igor Breznik (1917–1945)
- Janez Breznik (1942–)
- Borut Brezovar
- Nejc Brezovar (1983–)
- Boštjan Brezovnik  (1976–)
- (Milan Brglez 1967–)
- Arnošt Brilej (1891–1953)
- Jože Brilej (1910–1981)
- Franci Brinc (1935–)
- Martin Briški (1914–1993)
- Maja Brkan
- Ivan (Mijo) Brlek (1911–1984)
- Anton Brumen (1857–1930)
- Anjuta Bubnov Škoberne (1943–)
- (Bojko Bučar 1951–)
- France Bučar (1923–2015)
- Janez Bučar (1822–1859)
- Julij Bučar (1857–1919)
- Julij Bučar ml. (1889–1974)
- Pavel Budin (1952–2000)
- Bojan Bugarič (1965–)

## C
- Pavle Car
- France Casar (1910–1943)
- Bernard Cek
- Nina Cek
- Edvard Centrih (1933–1998)
- Božo Cerar (1949–)
- Miroslav Cerar (1939–)
- Miro Cerar ml. (1963–)
- Zdenka Cerar (1941–2013)
- Matej Cigale (1819–1889)
- Stojan Cigoj (1920–1989)
- Rafael Cijan (1935–2015)
- Janez Rudolf Coraduzzi (1663–1717)
- Etbin Henrik Costa (1832–1875)
- Dušan Cotič (1922–2015)
- Blaž Crobath (1797–1848)
- Josip Cugmus (1884–1960)
- Katica Cukjati (1949–2016)
- Aleksej Cvetko (1945–2017)

## Č
- (Tomaž Čas)
- Janez Čebulj (1957–)
- Aleksander Čeferin (1967–)
- Emil Čeferin (1912–1997)
- Peter Čeferin (1938–)
- Rok Čeferin (1964–)
- Darko Černej (1906–1990)
- Samo Červek (1969–)
- Janko Česnik (1932–)
- (Gorazd Čibej)
- Aleksander Čičerov (1949–2022)
- Anton Edvard Čižman/Zhishman (1821–1874)
- Josip Čižman/Zhishman (1820–1894)
- Ivan Marija Čok (1886–1948)
- Vida Čok (1931–2023)
- Anton Čop (1786–1865)
- Janez Čop (1810/3–1845)
- Uroš Čop
- Kristina Čufar
- Matej Čujovič (1976–)

## D
- Mirjan Damaška (1931–) (hrv.?-amer.)
- Viktor Damjan (1915–1981)
- Janko Debelak (1868–1925)
- Slavko Debelak (1947–2013) - odgovoren za "izbris"
- Ivan Dečko (1859–1908)
- Mitja Deisinger (1942–)
- Jože Dekleva (1899–1969)
- Anton Delak (1927–2002)
- Drago Demšar (1942–2017)
- Jožef Anton Demšar (1709–1770)
- Franjo Derenčin (1906–1963)
- Josip Dermastia (1879–1952)
- Marijan Dermastia (1911–1971)
- Anton Dermota (1876–1914)
- Edvard Dev (1834–1917)
- Miroslav Dev
- Oskar Dev (1868–1932)
- Silvo Devetak (1938–)
- Aljoša Dežman
- Zlatan Dežman (1951–)
- Avgust Dimitz (1827–1886)
- Vladimir Dintinjana (1915–2002)
- Karel Dobida (1896–1964)
- Adolf Dobovišek (1907–1977)
- Rudolf Dobovišek (1891–1961)
- (Bojan Dobovšek 1962–)
- Albin Dobrajc (1908–1980)
- Polonca Dobrajc
- Alojz Dobravec (1811–1871)
- Helga Dobrin
- Tanja Dobrin (r. Pirc)
- Tone Dolčič (1954–2022)
- Bojan Dolenc (1949–)
- Jurij Dolenc (–)
- Matija Dolenc (1810–1876)
- Metod Dolenc (1875–1941)
- Mile Dolenc
- Pavel Dolenc (1942–2018)
- Ščitomir Dolenc
- Jurij Dolinar (1764–1858)
- Tomaž Dolinar (1760–1839)
- Josip Doljak (1820–1861)
- Karlo Doljak (Karol/Carlo Doliac) (1805–1898)
- Janez Gregor Dolničar (1655–1719)
- Matej Dolničar (1908–1991)
- Janko Dolžan (1883–1949)
- Silvester Domicelj (1868–1938)
- Andrej Nikolaj Dominico (1869–1961)
- Fran Dominko (1870–1921)
- Miha Dominko
- Andrej Dominkuš (1797–1851)
- Ferdinand Dominkuš (1829–1901)
- Brigita Domjan Pavlin
- Danilo Dougan (1909–1993)
- Gašper Dovžan (1976–)
- Mojca Drčar Murko (1942–)
- Simona Drenik Bavdek
- Katja Drnovšek
- Eneja Drobež
- Anton Drobnič (1928–2018)
- Lidija Drobnič (1931–2021)
- Živa Drol Novak
- Gregor Dugar
- Jana Dular
- Marijan Dular (1910–2005)
- Milan Dular (1901–1980)
- Uroš Dular (1941–)

## Đ
- Miodrag Đorđević (1955–)

## E
- Erik Eberl (1885–1947)
- Stevo Eberl (1938–1985)
- Andrej Ekart
- Fran Eller (1873–1956)
- Franc Anton Erberg (1695–1756)
- Franc Jakob Erberg (1630–1690)
- Janez Adam Erberg (1668–1723)
- Janez Benjamin Erberg (1699–1759)
- Janez Danijel Erberg (1647–1716)
- Jožef Ferdinand Erberg (1795–1847)
- Anže Erbežnik (1976–)
- Ivan (Janko) Erhartič (1859–?)
- Karl Erjavec (1960–)
- Tina Eržen (1971–)
- Silva Exel Škerlak (1906–1987)

## F
- Mohor Fajdiga
- Peter Falatov (1939–2020)
- Aleksander Fatur (1878–1946)
- Julij Felaher (1895–1969)
- Aleš Ferčič
- Josip Ferfolja (1880–1958)
- Andrej Ferjančič (1848–1927)
- Boštjan Ferk (1979–)
- Petra Ferk
- Andrej Ferlinc
- Maja Ferlinc
- Oton Fettich-Frankheim (1885–1945)
- Veronika Fikfak
- Katja Filipčič
- Ludvik Filipič (1850–1911)
- Boris Filli (1931–2011)
- Mirko Finderle (1918–2012)
- Andrej (Andés) Fink (1947–)
- Božidar Fink (1920–2013)
- Alojzij Finžgar (1902–1994)
- Peter Fister (1759–1800)
- Zvonko Fišer (1949–)
- Benjamin Flander
- Janvid Flere (1914–1996)
- Slavko Flis (1922–2002)
- Janez Štefan Florjančič (1663–1709)
- Vladimir Foerster (1868–1942)
- Josip Fon (1865–1925)
- Valentina Franca
- Tanja Frank Eler
- Ivan Franko (1922–2009)
- Katja Franko Aas
- Anton Gašper Frantar (1948–2021)
- Franc Friškovec (? –1993)
- Anton Furlan (1867 - ?)
- Boris Furlan (1894–1957)
- Borut Furlan (1921–1973)
- Harij Furlan (1965–)

## G
- Aleš Galič (1968–)
- Damjan Gantar (196?–)
- Pavle Gantar (pravnik)
- Milan Gaspari (1933–2001)
- Miroslava Geč Korošec (1939–2002)
- Franci Gerbec
- Josip Gerdešič (1834–1914)
- Adalbert Gertscher (1846–1908)
- Anton Gertscher/Grčar (1817–1889)
- Lev Geržinič (1916–2012)
- Vladimir Glaser (1894–1975)
- Franc Glavan (1927–)
- Anton Globočnik (1825–1912)
- Viktor Globočnik (1852–1898)
- Vladimir Globočnik (1860–1939)
- Rupko Godec (1925–2022)
- Franc Godeša (1934–)
- Gregor Godeša
- Anton Gogala (1780–1841)
- Ivan Gogala (Gogola) (1850–1901)
- Jože Gogala (1916–2011)
- Miroslav (Mirko) Gogala (1919–2015)
- Adolf Golia (1889–1976)
- Gustav Golia (1879–1947)
- Ludvik Golia (1846–1908)
- Vladimir Golia (? –1966)
- Matija Golob (1922–1995)
- Peter Golob (1964–)
- Alojz Goričan (1888–1968)
- Jože (Josip) Goričar (1873–1955)
- Jože Goričar (1907–1985)
- Anton Gorjup (1812–1883)
- Mitja Gorjup (1943–1977)
- Miloš Gorkič (1922–2020)
- Primož Gorkič (1979/80–)?
- France Goršič (1877–1967)
- Andrej Gosar (1887–1970)
- Andrej Gostiša (1821–1875)
- Lana Katarina Gotvan
- Franc Grad (1948–)
- Alojz Gradnik (1882–1967)
- Božo Grafenauer (1950–)
- Luka Grasselli
- Mirko Grasselli (1874–1950)
- Neža Grasselli
- Peter Grasselli (1841–1933)
- Mateja Grašek
- Alojzij Gregorič (1843–1886)
- Florijan Gregorič (1883–1963)
- Jože Gregorič (1933–2011)
- Gustav Gregorin (1860–1942)
- Matevž Grilc (1946–)
- Peter Grilc (1961–)
- Roland Grilc
- Vatroslav Grill (1899–1976)
- Davorin Gros (1897–1989)
- Josipina (Fini) Grosman (r. Ahačič) (1908–1980)
- Karol Grossmann (1864–1929)
- Vladimir Grosman (1905–1992)
- Jurij Groznik
- Igo Gruden (1893–1948)
- Ludvik Gruden (1903–1974)
- Matjaž Gruden (1965–)
- Ignacij Gruntar (1844–1922)

## H
- Henrik Haas (1864–1925)
- Miha Hafner (1986–)
- Ferenc Hajós (1935–)
- Jurij Hladnik (1799–po 1848)
- France Hočevar (1913–1992)
- Janez Jurij Hočevar (1656–1714)
- Beti Hohler (1981–)
- Ivan Hojnik (1884–1939)
- Janja Hojnik (1979–)
- Danijela Horvat
- Mitja Horvat (1961–)
- Vladimir Horvat (1958–)
- Juro Hrašovec (1858–1957)
- Jakob Hren (1830–1924)
- Ivan Milan Hribar (1875–1909)
- Stane Hribar (1907–2003)?
- Svetozar Hribar (1909–1996)
- Jože Hribernik (1938–)
- Tone Hribovšek (1935–)
- Aleksander Hudovernik (1861–1931)
- Jožko Humar (1914–2008)
- Silva Humer

## I
- Albin Igličar (1947–)
- Marko Ilešič (1947–2024)
- Meta Ilešič (r. Žužek) (1921–2022)
- Mirko Ilešič (1950–1999)
- Charles F. Ipavec (1921–2012)
- Larisa Istenič
- Blaž Ivanc
- Tjaša Ivanc
- Šime Ivanjko (1938–)

## J
- Dunja Jadek Pensa (1959–)
- Irena Jager Agius
- Matjaž Jager
- Nina Ana Jäger
- Klemen Jaklič (1975–)
- Avgust Jakopič (1848–1924)
- Jožef Jakopič (1841–1894)
- Vid Jakulin (1960–)
- Peter Jambrek (1940–)
- Jernej Jan (1935–2010)
- Martin Jančar
- Franc Jančigaj (1878–1945)
- Breda Janežič (1948–1995)
- Konrad Janežič (1867–1945)
- Alojz Janko (1943–2019)
- Frančišek Jarc (1891–1978)
- Mihail Jasinski (1862–1935)
- Milena Jazbec Lamut
- Andraž Jeglič (1865–1937)
- Barbara Jelčić (1940–)
- Tone Jelen (1916–2013)
- Celestin Jelenc (1884–1968)
- Franc Ksaver Jelenc (1749–1805)
- Alenka Jelenc Puklavec (1940–2022)
- Dušan Jelušič (1920–1998)
- Mihael Jenčič (1946–)
- Marjan Jenko (1913–2006)
- Simon Jenko (1835–1869)
- Hinko Jenull (1952–)
- Janko Jeri (1927–2002)
- Maks Jerič (1885–1949)
- Tone Jerovšek (1941–)
- Miro Jeršič (1902–1981)
- Rok Jesenko (1880–1966)
- Aleksander Jevšek (1961–)
- Maksimilijan Jezernik (1922–2015)
- Savin Jogan (1937–)
- Albin Juhart (1893–1972)
- Jože Juhart (1906–1967)
- Miha Juhart (1963–)
- Ilja Jurančič (1929–2006)
- Vladimir Jurančič (1927–)
- Josip Jurca (1884–1963)
- Peter Juren (1930–2021)
- Ivan Jurkovič (1952–) (cerkveni pravnik)
- Joso Jurkovič (1888–1940)
- Margerita Jurkovič
- Franc Jurtela (1853–1926)
- Ivan Justin (1930–)
- Alojzij Juvan (1886–1960)
- Friderik Juvančič (1873–1947)

## K
- Leopold Kacijanar (1665–1705)
- Zdravko Kalan (1906–1992)
- Marko Kambič (1963–)
- Miha Kambič (1888–1981)
- Mitja Kamušič (1924–1994)
- Zoran Kanduč (1962–)
- Jakob Kandut (1913–1996)
- Josip Karlovšek (1867 – 1950)
- Franc Samuel Karpe (1747–1806)
- Vinko Kastelic (1932–)
- Andreja Katič (1969–)
- Igor Kaučič (1954–)
- Andreja Kavar Vidmar (1938–)
- Jakob Kavčič (1851–1923)
- Josip (Jožef) Kavčič (1821–1903)
- Matija Kavčič (1802–1863)
- Vladimir Kavčič (1932–2024)
- Ivan Kavčnik (1858–1922)
- Mirko Kejžar (1897–1943)
- Tomaž Keresteš (1972/3?–)
- Robert Kermavner (1876–1927)
- Janko Kersnik (1852–1897)
- Janko Kersnik ml. (1881–1937)
- Jožef Kersnik (1823–1877)
- Ana Kerševan (1979–)
- Erik Kerševan (1974–)
- Peter Keršič (1881–1948)
- Ciril Keršmanc
- Urška Kežmah
- Milan Kiauta (1909–1987)
- Urška Klakočar Zupančič (1977–)
- Ksenija Klampfer (1976–)
- Marta Klampfer (1953–2016)
- Goran Klemenčič (1972–)
- Nada Klemenčič (1939–)
- Tone Klemenčič (1913–2001)
- Josip Klepec (1887?–1938)
- Peter Klinar (st./ml.) (1900–1980 in sociolog 1934–1994)
- Rok Kljajič
- Vera Klopčič (r. Osolnik) (1950–)
- (Klemen Klun 1971–)
- Bojana Kmetec Rošic
- Vladimir Knaflič (1888–1944?)
- Rajko Knez (1969–)
- Rihard Knez (1919–1993)
- Aleš Kobal (1971–)
- Miloš Kobal (1926–2018)
- Božo Kobe (1913–1951)
- Peter Kobe (1916–1995)
- Gorazd Kobler (1949–2022)
- Marijan Kocbek (1957–)
- Jurij Koce (1902–1992)
- Boris Kocijančič (1909–1968)
- Janez Kocijančič (1941–2020)
- Rudi Kocjančič (1939–2024)
- Neža Kogovšek Šalamon (1978–)
- Alojzij Kokalj (1869–1931)
- Črtomir Kolenc (1914–2001)
- Riko Kolenc (1916–2001)
- Lidija Koman Perenič (1945–)
- Gojmir Komar (1931–2002)
- Milan Komar (1921–2006)
- Danilo Komavli (1881–1967)
- Franc Kočevar pl. Kondenheim (1833–1897)
- Polonca Končar (1947–)
- Mateja Končina Peternel (1966–)
- Kostja Konvalinka (1913–1988)
- Janez Kopač (Kopatch) (1793–1872)
- Rok Koren (1962–2021)
- Boštjan Koritnik (1979–)
- Damjan Korošec (1968–)
- Ivan Korošec (1913–1942)
- Viktor Korošec (1899–1985)
- Etelka Korpič - Horvat (1948–)
- Mirko Koršič (1880–1934)
- Milan Korun (1886–1962)
- Branko Korže
- Albert Kos (1913–1947)
- Anton Kos-Cestnikov (1837–1900)
- Drago Kos (1961–)
- Marjan Kos
- Franc Kosar (1823–1894)
- Jovan Vesel Koseski (1798–1884)
- Vida Kosi (1921–2021)
- Bogomir (Mirko) Kostanjevec (1911–2012)
- Alenka Košir (1975–)
- Borut Košir (1954–)
- Fedor Košir (1908–1972)
- Milan Kosterca (1929–2014)
- Josip Kotnik ?
- Sonja Kotnik (1956–)
- Mitja Kovač
- Polonca Kovač (1971–)
- Stane Kovač (1917–1996)
- Blaž Kovačič Mlinar
- Maša Kovič Dine
- Boris Kovšca (1932–)
- Jože Kozina (1960–)
- Miha Kozinc (1952–)
- Peter Kozler (1824–1879)
- Andreja Krabonja
- Dragana Kraigher Šenk (1937–1985)
- Dušan Kraigher-Jug (1908–1943)
- Nada Kraigher (1911–2000)
- Vito Kraigher (1911–1945)
- Jože Kranjc (1946–)
- Jožef Krajnc (1821–1875)
- Milko Krajnc (1883–1965)
- Suzana Kraljič/Kraljić
- Jerca Kramberger Škerl
- Albert Kramer (1882–1943)
- Irena Kranjc
- Janez Kranjc (1949–)
- Vesna Kranjc (1956–)
- Ivan Kranjec
- Katarina Krapež
- Luka Kravina-Svitko (1891–1978)
- Vladimir Kreč (1923–1999)
- Viljem Krejči (1890–1962)
- Gregor Gojmir Krek (1875–1942)
- Miha Krek (1897–1969)
- Anton Kremžar (1867–1927)
- France Kremžar (1883–1954)
- Barbara Kresal (1969–)
- Katarina Kresal (1973–)
- Katarina Kresal Šoltes (1966–)
- Marija Krisper-Kramberger (1946–)
- Valentin Krisper (1860–1931)
- Andrej Kristan
- Ivan Kristan (1930–2023)
- Matevž Krivic (1942–)
- Rudolf Krivic (1887–1983)
- Vladimir Krivic (1914–1996)
- Anton Kržišnik (1890–1973)
- Ciril Kržišnik (1909–1999)
- Mojca Kucler Dolinar (1972–)
- Milan Kučan (1941–)
- Anton Kuder (1870–1944)
- Alenka Kuhelj (1942–)
- Angelo Kukanja (1905–1977)
- Bojan Kukec (1952–2011)
- Vladimir Kukman (1902–1982)
- Damjan Kukovec (1977–)
- Vekoslav Kukovec (1876–1951)
- Janko Kuster (1925–1998)
- Josip Kušar (1865–1913)
- Gorazd Kušej (1907–1985)
- Radoslav Kušej (1875–1941)
- Bojana Kvas

## L
- Peter Laharnar (1858–1932)
- Ladi(slav) Lajovic (1896–1977)
- Vid Lajovic (1917–1977)
- Rok Lampe (1973–)
- Ivan Lamut (1879–1937)
- Stanko Lapajne (1878–1941)
- Štefan Lapajne (1855–1912)
- Fran Lasič (1864?–1944)
- Henrik Lasič (1868–1944)
- Stojan Lasič
- Janko Lavrič (1900–1971)
- Jože Lavrič (1903–1973)
- Karel Lavrič (1818–1876)
- Roman Lavtar?
- Darja Lavtižar Bebler (1950–)
- Viktor Lednik
- Milan Lemež (1891–1971)
- Janez Lenarčič (1967–)
- Stane Lenardič (1918–2008)
- Nikolaj Lenček (1858–1926)
- Tina Lesar
- Josip Leskovar (1875–1965)
- Jernej Letnar Černič
- Vladimir Levec (1877–1904)
- Albert Levičnik (1846–1932/34)
- Miloš Levičnik (1913—1994)
- Jože Levstik (1908–1987)
- Nikolaj Ignacij Lipič (1746–1817)
- Franjo Lipold (1885–1970)
- Martina Lippai
- Artur Anton Lokar (1865–1926)
- France Lokar (1890–1966)
- Tomaž Longyka
- Martin Lorbar (1922–2004)
- Lenard Lotrič (1882–1941)
- Ivan Lovrenčič (1878–1952)
- Franc Lubej (1898–1985)
- Marjana Lubej (1945–2021)
- Jožef Luckmann (1760–1803)
- Hinko Lučovnik (1902–1960)
- Lenard Lotrič (1882–1941)
- Miroslav Lukan (1875–1939)
- Jožef Lukman (1760–1803)
- Ivan Lulik (1888–1947)
- Andrej Luschin (1807–1879)
- Arnold Luschin (1841–1932)
- Karmen Lutman

## M
- Viktor Maček (1903–1983)
- Danilo Majaron (1859–1931)
- Ferdinand Majaron (1903–1986)
- Stanko Majcen (1888–1970)
- Aleksander Maklecov (1884–1948)
- Matija Malešič (1891–1940)
- Matija Malešič (1933–)
- Martin Malnerič (1885–1958)
- Pavel Marc (1902–1997)
- Tadeja Marinič
- (Boštjan Markič 1934–1994)
- Stane Markič (1928–2013)
- Rudolf Marn (1875–1947)
- Robert Marolt (1969–)
- Ivan Martelanc (1902–1945)
- Ivan Martelanc (1938)
- Benjamin Marušič (1914–1981)
- Drago Marušič (1884–1964)
- Tomaž Marušič (1932–2011)
- Kornelija Marzel
- Branko Masleša
- Martin Matek (1860–1930)
- Arne Marjan Mavčič (1948–)
- Anton Mažgon (1812–1849)
- Anže Mediževec
- Ervin Mejak (1899–1989)
- Karel Mejak (1910–1994)
- Vera Mejak (1943–)
- Jelka Melik (1951–)
- Maja Menard
- Janez Mencinger (1838–1912)
- Jože Mencinger (1941–2022)
- Arne Mavčič (1948–)
- Božidar Merc (1951–)
- Peter Merc
- Špelca Mežnar (1976–)
- Franc Miklavčič (1921–2008)
- Tomaž Miklavčič
- (Franc Miklošič)
- Fortunat Mikuletič (1886–1965)
- Anton Milavec
- Fran Milčinski (1867–1932)
- Janez Milčinski (1913–1993)
- Henrik Mislej (1801–1863)
- Luka Mišič
- Jernej Mlakar (1924–1982)
- (Zdravko Mlinar 1933–)
- Heli(odor) Modic (1906–1985)
- Milojka Modrijan (1945–)
- Fran Mohorič (1866–1928)
- Jakob Mohorič (1888–1976)
- Monald Koprski (1208–1278)?
- Alfonz Mosche`(1839–1901)
- Miroslav Mozetič (1950–)
- Damjan Možina (1975–)
- Dijana Možina Zupanc
- Anton Mrak (1883–1961)
- Miroslav Muha (1878–?)
- Breda Mulec (1975–)
- Avgust Munda (1886–1971)
- Franc Munda (1831–1914)
- Jakob Munda (1849–1926)
- Jasna Murgel (1970–)
- Ivo Murko (1909–1984)
- Vladimir Murko (1906–1986)
- Viktor Murnik (1874–1964)
- Aleksij Mužina (1980? -)

## N
- Ivan Nabernik (1842–1915)
- Andrej Naglič (1978–)
- Matjaž Nahtigal (1968–)
- Matjaž Nanut (1969–)
- Marko Natlačen (1886–1942)
- Anton Nemec (1903–1988)
- Janez Nemec (1912–2001)
- Živa Nendl
- Sebastian Nerad (197?–)
- Aleš Novak (1974–)
- Anton Novak (1956–)
- Barbara Novak (1969–)
- Bogdan Ciril Novak (1919–2011)
- Darja Novak Krajšek
- Fran Novak (1877–1944)
- Janez Novak (1939–)
- Janže Novak (1893–1934)
- Maja Novak (1960–)
- Marko Novak (1967–)
- Mitja Novak (1947–)
- Vlasta Nussdorfer (1954–)

## O
- France Oblak (1845–po?1917)
- Janez Nepomuk Oblak (1780–1858)
- Josip Oblak (1883–1956)
- Josip Ciril Oblak (1877–1951)
- Marjan Oblak (1926–2008)
- Janez Obreza
- Miran Ocepek (1950–)
- Fran Ogrin (1880–1958)
- Albin Ogris (1885–1959)
- Viljem Ogrinc (1845–1883)
- Stanko Ojnik (1932–2012)
- Ivan Okretič (1860–1931)
- Jožef Orel (1797–1874)
- Vladimir Orel (1886–1973)
- Stanko Osterc (1909–1983)
- Matej Oštir
- Kristina Ožbolt

## P
- Anton Pace (1851–1923)
- Josip Pajk
- Anton Panjan
- Franc Papež (1838–1929)
- Oton Papež (1867–1940)
- Viktor Papež (1943–)
- Marko Engelbert Paradeiser
- Andrej Parma (1973-)
- Ingo Paš (1941–2021)
- Marijan Pavčnik (1946–)
- Miroslav Pavlica (1910–1995)
- Blaž Pipp (1967-)
- Tomaž Pavčnik
- Miloš Pavlica (1950–)
- Miroslav Pavlica (1910–1995)
- Martin Pavlič (1894–1979)
- Peter Pavlič (1912–1991) ?
- Stane Pavlič (1914–1996)
- Jože Pavličič (1916–2001)
- Marko Pavliha (1962–)
- Ciril Pavlin (1888–1964)
- Janez Pečar (1924–2021)
- Mirko Pečarič
- Vladislav Pegan (1878–1955)
- Martin Pegius (~1523–1592)
- Igo Pehani (1886–1942)
- F. A. Pelzhoffer
- Jerneja Penca
- Boštjan Penko (1961–)
- Anton Perenič (1941–)
- Lojze Peric (1909–1999)
- Ljudevit Perič (1884–1926)
- Ivan Perne (1889–1933)
- Franc Pernek (1938–)
- Jože Pernuš (1916–1997)
- Milan Peroci (1922–2006)
- Nina Peršak (1975–)
- Milan Petek Levokov
- Stanko Peterin (1913–1998)
- Ernest Petrič (1936–)
- Dragan Petrovec (1952–)
- Ivan Pintarič (1930–2010)
- Nataša Pirc Musar (1968–)
- Fedor Pirkmajer (1919–1996)
- Otmar Pirkmajer (1888–1971)
- Jakob Pirnat (1847–1924)
- Janez Pirnat (1909?–1996)
- Rajko Pirnat (1951–)
- Andrej Pirš (1941–)
- Lojze Piškur (1908–1982)
- Leonid Pitamic (1885–1971)
- Karel Pivk (1916–1967) ?
- Hilda Marija Pivka (1943–2000)
- Konrad Plauštajner (1941–2022)
- Nina Plavšak (1960–)
- Leopold Plenčič (1749–1830)
- Ivan Ples (1886–1958)
- Mojca M. Plesničar (-Mihelj)
- Karel Pleško (1834–1899)
- Senko Pličanič (1963–)
- Jakob Ploj (1830–1899)
- Mirko Ploj (1956–)
- Miroslav Ploj (1862–1944)
- Oton Ploj (1861–1947)
- Tanja Poberžnik (1956-2018)
- Janez Pogorelec (1964?-)
- Peter Podgorelec
- Karel Podgornik (1878–1962)
- Bojan Podgoršek
- Jernej Podlipnik
- Klemen Podobnik (1975–)
- Jasna Pogačar (1953–)
- Peter Pogačar (1973–)
- Feodor Maria Pogačnik (1908–1991)
- Ferdinand Pogačnik (1839–1888)
- Lovro Pogačnik (1880–1919)
- Marjan Pogačnik (sodnik)
- Neda Pogačnik (Žirovnik) (1914–1979)
- Miha Pogačnik (1970–)
- Neža Pogorelčnik Vogrinc
- Janez Pogorelec
- Klemen Pohar
- Ada Polajnar Pavčnik (1947–)
- Ana Polak Petrič (1978–)
- Zora Polak Tominšek (1904–1975)
- Janko Polec (1880–1956)
- Julij Polec (1852–1941)
- Svetozar Polič (1916–2011)
- Vasilij Polič (1940–2023)
- Zoran Polič (1912–1997)
- Andra M. Pollak (1958–)(vrhovna sodnica v Kanadi)
- Carlo Porenta (1814–1898)
- Nataša Posel (1976–)
- Jernej Potočar
- Jožef Potočnik (1753–1808)
- Miha Potočnik (1907–1995)
- Ivo Potokar (1899–1945)
- Miran Potrč (1938–2023)
- Anton Požar (1861–1933)
- Danilo Požar (1914–2005)
- Dušan Požar (1928–2006?)
- Mojca Prelesnik (1968–)
- Saša Prelič
- Janez Premk (1939–2017)
- Boris Premrov (1906–1976)
- Branko Premrov
- Dragan Premrov (1912–1989)
- Branko Premrou (1909–1986)
- Miroslav Premrou (1871–1944)
- Ferdinand Prenj (1876–1957)
- Ljuba Prenner (1906–1977)
- Ivan Presker (1857–?)
- France Prešeren (1800–1849)
- Janez Krstnik Prešeren
- Jakob Prešern (1888–1975)
- Josip Pretnar (1891–1969),
- Stojan Pretnar (1909–1999)
- Matej Pretner (1858–1944)
- Valentin Prevec (19.stol.)
- Janez Prijatelj  (1947 -)
- Marko Prijatelj (1952–)
- Andreja Primec
- Karlo Primožič (1939–2020)
- Alojz (Lojze) Prinčič (1909–1976)
- Tone Prosenc (1932–2024)
- Jerneja Prostor
- Boris Puc (1907–1975)
- Dinko Puc (1879–1945)
- Igor Puc (1906-1975)
- Janko Pučnik (1957–)
- Dušan Puh starejši (1922–)
- Vitodrag Pukl (1930–2001)
- August B. Pust (1938–)
- Vladimir Pušenjak (1882–1936)

## R
- Zvezdan Radonjić (1961–)
- Aleksander Radovan (1926–1993)
- David Raišp
- Barbara Rajgelj (1975–)
- Štefan Rajh (1876–?)
- Anton Rak (1803–1864)
- Iztok Rakar (1974–)
- Janez Lotar Rakovec (pl. Raigersfeld) (1729–1758)
- Marko Rakovec (mednarodni)
- Mojca Ramšak Pešec
- Marko Rančigaj
- Andraž Rangus
- Franc Rapoc (1842–1882)
- Franc Rapotec (1887–1976)
- Vinko Rapotec (1889–1960)
- Evgenij Ravnihar (1912–1949)
- Nikomed Ravnihar (1840–1928)
- Vladimir Ravnihar (1871–1954)
- Aleksander Ravnikar (1951–2009)
- Ludvik Ravnikar (1827–1901)
- Andrej Razdrih (1952–)
- Radoslav Jakob Razlag (1826–1880)
- Joahim Ražem (1886–1966)
- Anton Rebek (1857–1934)
- Josip Regali (1880–1960)
- Fran(c) Regally (1870–1924)
- Urša Regvar?
- Matevž Reiser (1830–1895)
- Otmar Reiser (1792–1868)
- Albert Rejec (1899–1976)
- Katja Rejec Longar
- Franc Rekar (1866–1950)
- Alojzij Remec (1886–1952)
- Peter Pavel Remec (1925–2020)
- Anton Remic (1748–1801)
- Anton Rems (1932–2019)
- Martina Repas
- Franc Repič (1758–1812)
- Borut Režek (1922–1971)
- Josip Režek (1883–1966)
- Miha Ribarič (1934–)
- Josip Viktor Ribič (1846–1874)
- Ciril Ribičič (1947–)
- Nevenka Rihar
- Vesna Rijavec (1958–)
- Ivan Robnik
- Jurij (Jorge) Rode (1937–)
- Anton Rogina (1862–1944)
- Anton Rojc (1820–1876)
- Aleš Rosina (1937–2010)
- Franjo Rosina (1863–1924)
- Igor Rosina (1900–1969)
- Jožef Rosina (1810–1889)
- Anton Rous (1939–2024)
- Jože Rovan (1923–2009)
- Jernej Rovšek (1951–)
- Andrej Rozman (1956–)
- Bor(ivoj) Rozman ?
- Janez Nepomuk Rozman/Rosmann (1774–1837)
- Vilko Rozman (1912–2006)
- Hugo (Franc) Rožnik (1891–1970)
- Ivan Rudolf (1855–1942)
- Matija Rulitz (1805–1880)
- Jože Ruparčič
- Aljoša (Aleš) Rupel (1947?)
- Slavko Rupel (1921–2002)
- Janko (Ivan) Rupnik (1931–2003)
- Vlado Rupnik (1899–1970)
- Josip Rus (1893–1985)
- Luka Rus (1767–1836)
- Matija Rutar (1856–1941)
- Miloš Rybář (1928–1995)
- Otokar Rybář (1865–1927)
- Vladimir Rybář (1894–1946)

## S
- Štefan Sagadin (1878–1947)
- Andrej Saje (1966–)
- Bogomir Sajovic (1925–2008)
- Ivan Sajovic (1884–1954)
- Rudolf Sajovic (1888–1961)
- Stanko Sajovic (1890–1963)
- Nataša Samec Berghaus
- Ana Samobor
- Vasilka Sancin (1979–)
- Jožef Savinšek (1831–1920)
- Dušan Savnik (1919–1975)
- Teodor Sbrizaj (1899–1980)
- Franc Schaubach (1881–1954)
- Dolfe Schauer (1902–1953)
- Jožef (Josef) Schneid-Treuenfeld (1839–1884)
- Nina Scortegagna Kavčnik
- Josip Sedej (1899–1977)
- Jernej Sekolec (1948–)
- Jernej Selak (1789–1866)
- Polona Selič Zupančič
- Liljana Selinšek
- Simon Seljak (1815–?)
- Dušan Semolič (1947-)
- Darja Senčur Peček (1965–)
- Bogomil Senekovič (1880–1924)
- Ivan Senekovič (1884–1956)
- Davorin Senjor (1882–1960)
- Janko Sernec (1834–1909)
- Janko Sernec (1881–1942)
- Josip Sernec (1844–1925)
- France Sever (1897–1985)
- Tina Sever  (1981–)
- Avgust Sfiligoj (1902–1985)
- Teofil Simčič (1902–1997)
- Ivan Simič (1959–)
- Vladimir Simič (1950–)
- (Iztok Simoniti 1948–)
- Bronislav Skaberne (1913–1977)
- Franc Skaberne (1877–1951)
- Hugo Skala (?–1963)
- Artur Skedl (1860–1923)
- Jožef Mihael Skedl (1811–1868)
- Anton Skobir (1923–2004?)
- Viktor Skrabar (1877–1938)
- Dušan Skok (1940–2005)
- Stajka Skrbinšek (1959–)
- Anton Skumovič (1864–1952)
- Franc Slabe (1931–2005)
- Leon Slak
- Karel Slanc (1851–1916)
- Stanislav Slatinek (1958–)
- Edvard Slavik (1865–1931)
- Slavoj Slavik (1896–1945)
- Simon Slokan
- Ivan Slokar (1884–1970)
- Rudolf Smersu (1905–1998)
- Albin Smole (1883–1968)
- Alojz Snoj (1946–)
- Janez Snoj (1934–2005)
- Franc Sok (1905–1978)
- Gvido Soklič (1894–1970)
- Janez Nepomuk Sorčan (1737–1804)
- Jadranka Sovdat (1960–)
- Evgenij Spektorski (1875–1951)
- Ana Srovin Coralli
- Gojko Stanič (1940–)
- Ana Stanič
- Aleš Stanovnik (1901–1942)
- Ivan Stanovnik (1891–1978)
- Jože Stanovnik (1898–1983)
- Jernej Stante (1900–1966)
- Milan Stante (1916–2016)
- Egon Stare (1882–1959)
- (Bruno) Hugo Stare (1886–1969)
- Josip Stare (1847–1922)
- Miloš Stare (1905–1984)
- Danijel Starman (1940–2014)
- Janez Starman (1971–)
- Marko Starman (1969–)
- Franc Stegenšek (1889–1969)
- Henrik Stepančič (1864–1940)
- Rudolf Sterle (1873–1948)
- Henrik Steska (1880–1960)
- Anton Jožef Edvard Strahl (1817–1884)
- Karel Friderik Jožef Strahl (1850–1929)
- Jože (Joseph) Straus (1938–)
- Borut Stražišar
- Grega Strban (1972?–)
- Francka Strmole(-Hlastec) (1934–2024)
- Majda Strobl (1920–1997)
- Boris Strohsack (1929–1997)
- Anton (Tone) Strojin (1938–2016)
- Anja Strojin Štampar (1973–)
- Gregor Strojin
- Josip Suchy (1869–1941)
- Jože Suhadolc (1914–1987)
- Vinko Suhadolc (1916–1999)
- Josef Suppan (Jožef Supan) (1828–1902)
- Andrej Ferdinand Suppantschitsch (1806–1873)
- Viktor Sušnik
- Pavle Svete (1933–2021)
- Luka Svetec (1826–1921)
- Lev Svetek (1914–2005)
- Matej Svetel (1934–2009)
- Anton Svetina (ml.) (1891–1987)
- Rok Svetlič (1973–)
- Andrej Svetličič (1974–)

## Š
- Karel Šavnik (1874–1928)
- Jasna Šegan
- Jože Šegedin (1911–1973)
- Alenka Šelih (1933–)
- Rudi Šelih (1929–2024)
- Vladimir Baltazar Šenk (1902–1969)
- Miha Šepec (1955?/1974–)
- Miha Šercer
- Marija Šeruga Trplan
- Boris Šetina (1933-)
- Metoda Šetina (1934-2014)
- Vida Šibenik (1944–2020)
- Senka Šifkovič Vrbica
- Ivan Vanek Šiftar (1919–1999)
- Marjan Šiftar (1950–)
- Janez Šinkovec (1928–2016)
- Janez Šinkovec (1949–)
- Ludvik Šivic (1859–1939)
- Silvo Šivic (1909–1982)
- Ignacij Škarja? (1760–1837)
- Ivan Škarja (1879–1941)
- Vladimir Škerlak star. (1909–2002)
- Franc Škerlj (1914–1998)
- Ivan Škerlj (1848–1932)
- Milan Škerlj (1875–1947)
- Drago Šketa (1969–)
- Bojan Škof (1958–)
- Bojan Škrk (1924–2003)
- Mirjam Škrk (1947–)
- Boštjan Škrlec (1971–)
- Katja Škrubej (1971–)
- Albin Šmajd (1904–1946)
- Konrad Šmid (1886–1954)
- Lojze Šmid (1902–1969)
- Janez Šmidovnik (1921–2016)
- Boris Šnuderl (1926–2020)
- Makso Šnuderl (1895–1979)
- Štefan Šoba (1913–?)
- Igor Šoltes (1964–)
- Ivan Šorli (1853–1932)
- Ivo Šorli (1877–1958)
- Marko Šorli (1946–)
- Tjaša Šorli
- Tomo Šorli (1881–1923)
- Bojan Špicar (1914–2008)
- Ciril Špindler (1902–1975)
- Primož Šporar (1971–)
- Tilen Štajnpihler Božič
- Boris Štefanec (1954–)
- Katja Štemberger
- Ivo Štempihar (1898–1955)
- Juri Štempihar (1891–1978)
- Valentin Štempihar (1851–1921)
- Franjo Štiblar (1947–)
- Stanko Štor (1890–1967)
- Rudi Štravs (1953–)
- Jožko Štrukelj (1928–2009)
- Miha Štrukelj (1935–2023)
- Milan Štrukelj (?–2025)?
- Dušan Štrus (1979–)
- Anton Štuhec (1884–1948)
- Ivan Štuhec (1820–1885)
- Leon Štukelj (1898–1999)
- Miha Štukelj (1935–2023)
- Lovro Šturm (1938–2021)
- Milica Šturm (1939–)
- Rado Šturm (1920–2016)
- Katja Šugman Stubbs (1966–)
- Vladimir Šuklje (1907–1984)
- Peter Šuler
- Janko Šuman (1867–1945)
- Staša Šuster (1920–2021)
- Ivan Šušteršič (1863–1925)
- Dominika Švarc Pipan (1978–)
- Anton Švigelj (1868–1954)

## T
- Vlado Tance
- Tjaša Tanko
- Đorđe Tasić (1892–1943)
- Ivan Tavčar (1851–1923)
- Maruša Tekavčič Veber
- Aleksander Ternovec (1935–2012)
- (Bogdan) Matej Ternovec (1842–1913)
- Damijan Terpin (1963–)
- Andraž Teršek (1975–)
- Ana Testen
- Franc Testen (1948–)
- Bojan Tičar (1965–)
- Luka Tičar
- Lovro Toman (1827–1870)
- Luka Martin Tomažič
- Egon Tomc (1913–1969)
- Matej Tominc (1790–1832)
- Janez Tominec (1914–1980)
- Janez Tominec (1924–2019)
- Anka Tominšek (1935–)
- Fran Tominšek (1868–1943)
- Stanko Tominšek (1895–1961)
- Teodor Tominšek (1902–1996)
- Zora Tominšek Polak (1904–1975)
- Anton Tomšič (1842–1871)
- Ivan Tomšič (1902–1976)
- Stanko Tomšič (1901–1945)
- (Tone Tomšič 1910–1942)
- Vida Tomšič (1913–1998)
- Frane Tončič (1893–1978)
- Josip Tonkli (1834–1907)
- Jurij Toplak (1977–)
- Ludvik Toplak (1942–)
- Janez Toplišek (1941–2019)
- Albin Torelli (1898–1973)
- (Niko Toš 1934–)
- Peter Toš (1939–2022)
- Miha Trampuž (1950–)
- Boštjan Tratar (1973–)
- Jože Tratnik (1941–)
- Maja Tratnik
- Matjaž Tratnik (1957–)
- Vladimir Travner (1886–1940)
- Franc Trenz (1851–1921)
- Drago Tribnik (1912–2009)
- Katja Triller Vrtovec (1979–)
- Karel Triller (1862–1926)
- Duša Trobec Bučan (1958–)
- Rudolf Trofenik (1911–1991)
- Gorazd Trpin (1951–)
- Alojzij Trstenjak (1887–1964)
- Verica Trstenjak (1962–)
- Boris Tuma (1909–1945)
- Ferdinand Lev Tuma (1883–1961)
- Henrik Tuma (1858–1935)
- Boštjan J. Turk (1967–)
- Robert Turk
- Danilo Türk (1952–)
- Mirko Tušek (1918–2007)

## U
- Lojze Ude (1896–1982)
- Lojze Ude (1936–)
- Marija Ude Marinček (1932–2012)
- Boris Uderman (1915–1987)
- Karel Ulepič (Karel Aleksander Adam Ullepitsch) (1811–1862)
- Matija Urankar
- Janez Ulrich (prof. v Innsbrucku)
- Anton Urbanc (1895–1956)
- Peter Urbanc (1924–2016)
- Cveto Uršič (1956–)
- Franc Uršič (1855–1926)

## V
- Boštjan Valenčič
- Vlado Valenčič (1903–1999)
- Dejan Valentinčič (1987–)
- Luigi Varanelli
- Ivan Vasič (1882–1967)
- Katarina Vatovec
- Miloš Vauhnik (1895–1983?)
- Lado Vavpetič (1902–1982)
- Bojan Vavtar (1958–)
- Andrej Veble (1887–1979)
- Urška Velikonja (1978–)
- Gregor Velkaverh (1952–)
- Miha Velkavrh (1952–)
- Ivan Vencajz (1844–1913)
- Vanja Verdel Kokol
- Roman Vertovec (1934–)
- Fran Vesel (1894–1954)
- Janez (Jovan) Vesel - Koseski (1798–1884)
- Meta Vesel Valentinčič (1951–)
- Tomaž Vesel (1967–)
- Oton Vidic (1867–1944)
- Cvetko Vidmar (1932–2021)
- Jure Vidmar - Maastricht - prof. medn. prava
- Vladimir Vidmar (1936–1996)
- Fran Vidovič (1879–1951)
- Josip Vilfan (1878–1955)
- Joža Vilfan (1908–1987)
- Marjeta Vilfan
- Sergij Vilfan (1919–1996)
- Gregor Virant (1969–)
- Franc Višnikar (1848–1914)
- Ana Vlahek (1979/80–)
- Patrick Vlačič (1970–)
- Janez Vlaj
- Stane Vlaj (1946–2014)
- Fran Vodopivec (1879–1930)
- Hilarij Vodopivec (1868–1930)
- Katja Vodopivec (1917–2012)
- Vlado Vodopivec (1916–1982)
- Zvone Vodovnik (1952–)
- Božo Vodušek (1905–1978)
- Valens Vodušek (1912–1989)
- Žiga Vodušek (1913–2014)
- Lojze Vogrič (1902–1987)
- Andrej Vojska (1828–1903)
- Matej Vojska
- Edvard Volčič (1858–1911)
- Andrej Volkar "Hrabroslav" (1847–1930)
- Alojzij Voršič (1888–1973)
- Josip Voršič (1903–1945)
- Rudi Vouk (1965–)
- Viktor Vovk (1893–1968)
- Helena U. Vrabec
- Edvard Vračko (1898–1984)
- Janko Vrančič (1889–1959)
- Mateja Vraničar Erman (1965–)
- Branko Vrčon (1907–1990)
- Ivo Vrečer (1898–1978)
- Josip Vrečko (1856–1931)
- Renato Vrenčur
- Alojzij (Lojze) Vrtačnik (1884–1964)
- Ivan Vrtačnik (?–1947)
- Mirko Vrtačnik (1950–2018)
- Vinko Vrhunec (1895–1981)
- Svetozar Vuga - Žarko (1914–?)
- Martina Vuk (1979–)

## W
- Nana Weber
- Dragica Wedam Lukić (1949–)
- Petra Weingerl
- Jurij Kornelij Weinzerle (16./17.stol.)
- Fran Windischer (1877–1955)
- Andrej Winkler (1825–1916)
- Janez Winkler (1927–2023)
- Georg/Jurij Wohiniz/Jurij Bohinjec (~1618–1684)
- Miha Wohinz (1930–2011)

## Z
- Bojan Zabel (1930–2023)
- Mojca Zadravec
- Dean Zagorac ?
- Saša Zagorc (1977–)
- Drago Zajc (star.) (1912–1944)
- Drago Zajc ml. (1938–2023)
- Katarina (Katra) Zajc (1967–)
- Marjan Zajec (1905–1985)
- Aleš Zalar (1961–)
- Boštjan Zalar
- Drago Zalar (1909–2000)
- Valentin Zarnik (1837–1888)
- Roman Završek
- Aleš Završnik (1977–)
- Fran Zbašnik (1855–1935)
- Josip Zdolšek (1876–1932)
- Ksenija Zeilhofer Orehek
- Sabina Zgaga Markelj
- Miša Zgonec Rožej
- Anton Edvard Zhishman (Čižman)
- Andraž Zidar  (1971–)
- Barbara Zobec (1955–)
- Ivan Zobec (1890–1979)
- Jan Zobec (195#–)
- Živko Zobec (1926–1988)
- Vinko Zorc (1893–1971)
- Anton-Nino Zupan (1906–1986)
- Boštjan M. Zupančič (1947–)
- Ferdinand Zupančič (?–1873)
- Karel Zupančič (1934–)
- Mihael Zupančič (197#–)
- Jernej Zupanec (1810–1898)
- Franci Zwitter (1913–1994)

## Ž
- Jože Žabkar (1915–?)
- Jožef Žabkar (1914–1984)
- Mitja Žagar (1961–)
- Ciril Žakelj (1914–1979)
- Martin Žalik (1914–1969)
- Vesna Žalik
- Ciril Žebot (1914–1989)
- Vid Žepič
- Gregor Žerjav (1882–1929)
- Matija Žgur
- Mirko Žgur (1912–1983)
- Jožko (Josip) Žiberna (1910–2002)
- Franc Žibert (1949–)
- Danijel Žibret (1967–)
- Alojz Žigon (?–1964), predsednik SNČ
- Anton Žigon (1828–1882)
- Janko Žirovnik mlajši (1880–1960)
- Neda Žirovnik (Neda Pogačnik)? (1914–1979)
- Stanislav Žitko (1896–1970)
- Gašper Žitnik (~1535~1585)
- Ignacij Žitnik (1857–1913)
- Ciril Žižek (1890–1974)
- Franc Žižek (1876–1938)
- Mirko Žlender (1924–2005)
- Otokar Žlindra (?–1977)
- Josip Žmavec (1874–?)
- Boris Žnidarič (1948–)
- Viktorija Žnidaršič Skubic (1972–)
- Anton Žnideršič (1896–1980)
- Ivan Žolger (1867–1925)
- Josip Žontar (1895–1982)
- Danila Žorž (1979–)
- Bruna Žuber (1989–)
- Anton Žun (1907–1978)
- Uroš Žun (1903–1977)
- Valentin Žun (1873–1918)
- Franc Župnek (1860–1938)
- Jurij Žurej
- Ivan Žužek (1924–2004)
- Ivan Žužek (1938–1995)
- Leopold Žužek (1877–1927)
- Drago Žvab (1927–1988)
- Rok Žvelc